# Ichiyō Higuchi
Ichiyo Higuchi (japonês: 樋口 一葉 Higuchi Ichiyō, 2 de maio de 1872 – 23 de novembro de 1896), pseudônimo de Natsu Higuchi, foi uma escritora japonesa, também conhecida como Natsuko Higuchi.  Poeta e romancista especialista em contos, Higuchi foi a primeira escritora de destaque no Japão dos tempos modernos, tendo atuado no período Meiji. Ela teve um período de trabalho relativamente curto como resultado duma vida pouco longeva, mas suas histórias tiveram grande impacto na literatura japonesa e ela ainda é apreciada pelo público japonês atualmente.

## Lista de obras
- 1896 - Takekurabe (Ombro a Ombro), Kawade Shobo Shinsha[2]
- 1895 - Nigorie (Enseada das Águas Turvas), Kawade Shobo Shinsha[2]